# I Got You Babe
I Got You Babe je naslovna pjesma istoimene singl ploče koju su otpjevali američki duo Sonny & Cher (u tom duetu su bili Cher i Sonny Bono). 
Ploča se popela na #1 u više zemalja svijeta, te je prodana u više od 30 milijuna primjeraka, video spot za pjesmu također je proglašen najboljim.
Pjesmu je skladao Sonny Bono, tada skladatelj i glazbeni producent u studiju Phila Spectora za sebe i svoju ženu.

#### Uspjeh pjesme na listama popularnosti
| Lista popularnosti (1965)  | Pozicija na ljestvici |
| -------------------------- | --------------------- |
| Sjedinjene Američke Države | 1                     |
| Belgija                    | 12                    |
| Kanada                     | 1                     |
| Nizozemska                 | 4                     |
| Europa                     | 4                     |
| Francuska                  | 5                     |
| Njemačka                   | 3                     |
| Irska                      | 2                     |
| Japan                      | 6                     |
| Norveška                   | 6                     |
| Švedska                    | 4                     |
| Ujedinjeno Kraljevstvo     | 1                     |